# Veyrier
Veyrier je město na jihozápadě Švýcarska, v kantonu Ženeva. Žije zde přibližně 12 tisíc obyvatel.

## Geografie

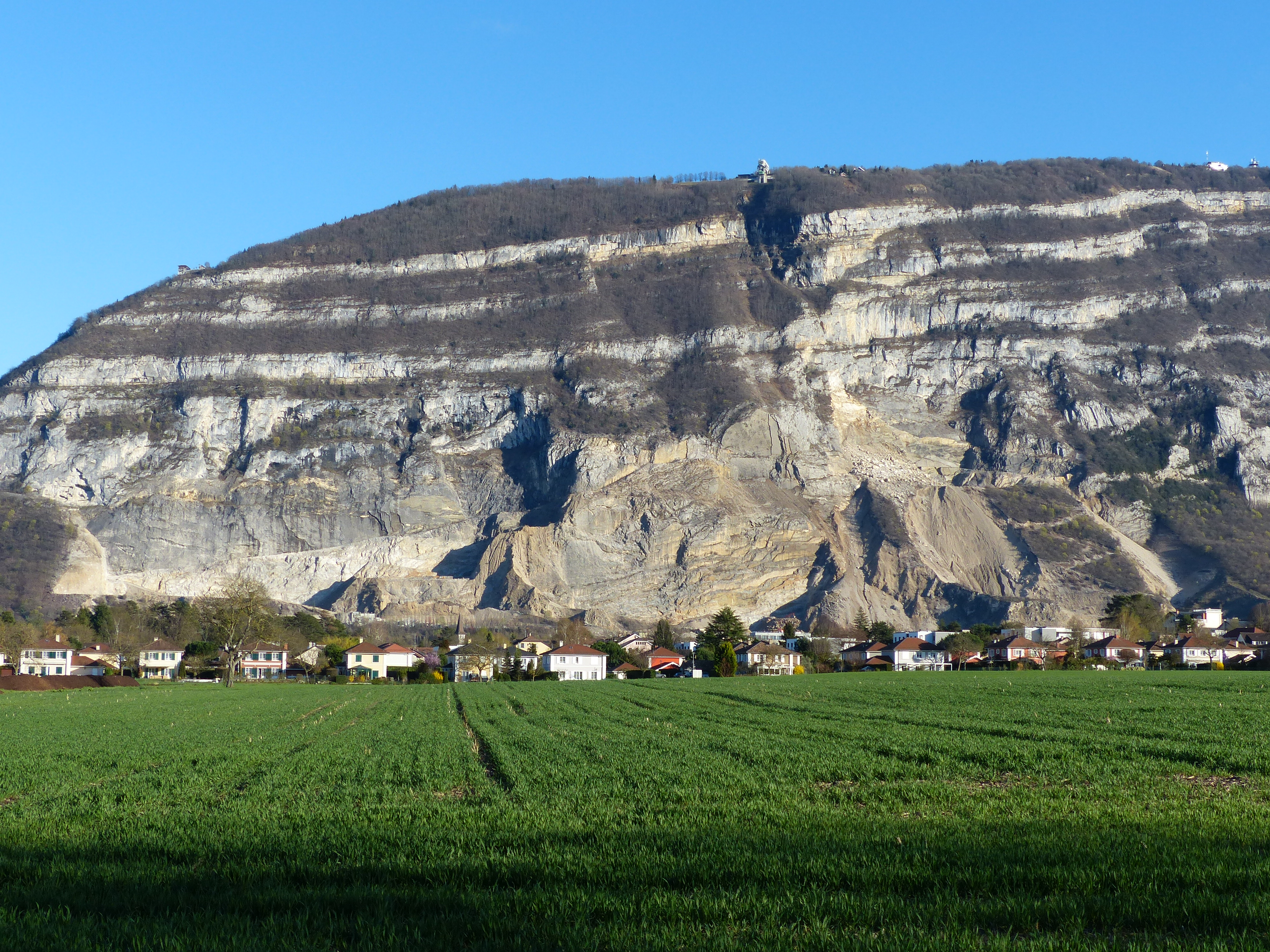
Masiv Salève

Obec leží přímo na úpatí horského masivu Salève, asi 5 km jihovýchodně od centra Ženevy. Zvláštností je státní hranice mezi Francií a Švýcarskem, která původní osadu rozděluje na dvě části. Obec na francouzské straně (Pas de l’Échelle) je politicky součástí obce Étrembières. Původně zemědělská obec Veyrier byla v posledních třiceti letech téměř zcela urbanizována a většina zemědělských usedlostí byla přeměněna na stavební pozemky. Historické centrum obce se zachovalo.
Údolní stanice lanovky na Salève (horní stanice ve výšce 1097 m n. m.) je již ve Francii. Salève, jejíž útes se zvedá téměř kolmo z roviny, je oblíbenou výletní horou Ženevy. První elektrická ozubnicová železnice v Evropě (Chemin de fer du Salève) jezdila na Salève z francouzského Pas de l’Échelle od roku 1899 a v roce 1932 ji nahradila lanovka, která byla v době svého otevření rovněž považována za technickou senzaci. Původní trasa staré ozubnicové železnice byla od té doby zničena velkým lomem na úpatí Salève. Až do druhé světové války jezdila ze Ženevy do Veyrier také tramvajová dráha.
Troinex sousedí se švýcarskými obcemi Chêne-Bougeries, Thônex, Troinex, Carouge a Ženevou a francouzskými obcemi Collonges-sous-Salève, Étrembières a Bossey.

## Historie

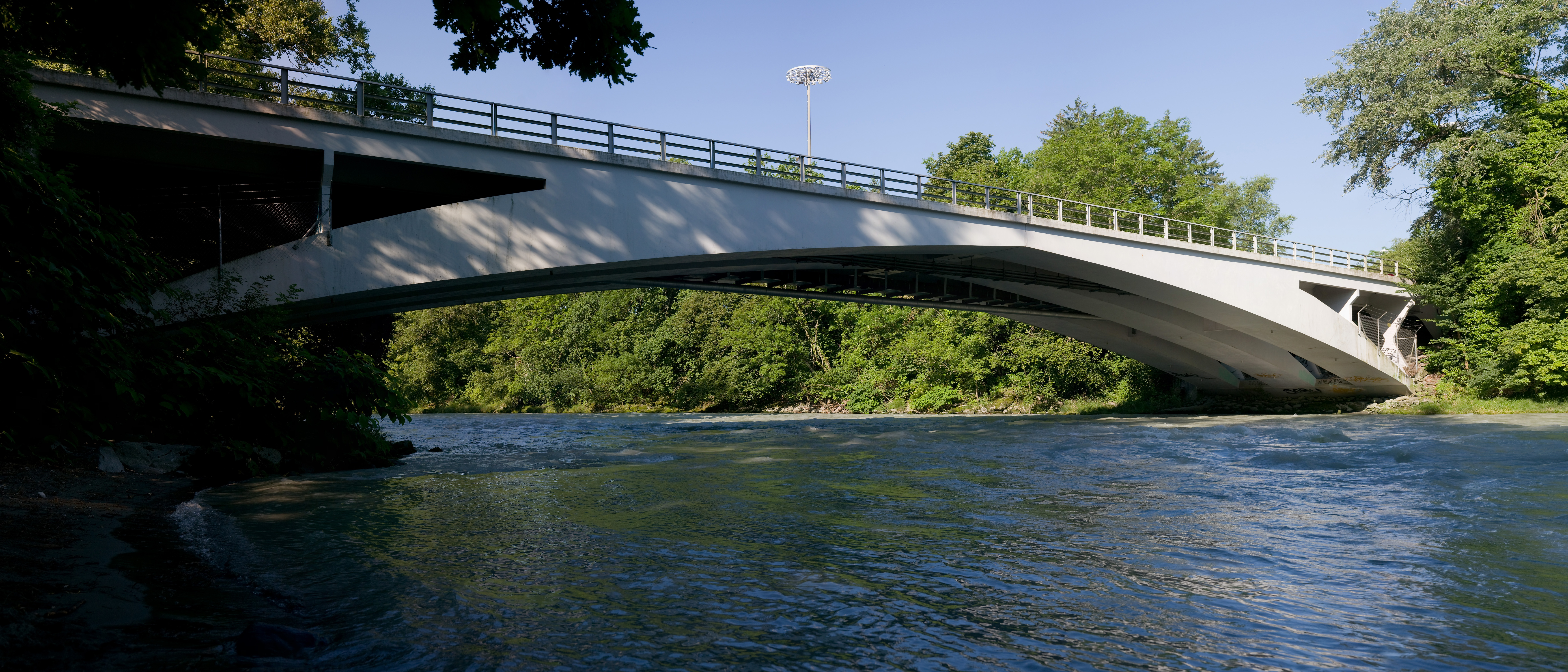
Most Pont de Vessy

V roce 1125 vzniklo z hrabství Vienne savojské hrabství, které bylo v roce 1416 povýšeno za krále Zikmunda na vévodství, jehož součástí bylo i území dnešní obce Veyrier. Pierre-Claude de la Fléchère dosáhl povýšení svého majetku na hrabství Veyrier v roce 1770. Nechal postavit zámek Château de Veyrier, který dnes leží ve francouzském Pas de l'Échelle, a opravit kostel. Ten dnes stojí v centru švýcarské vesnice. De la Fléchère také nechal postavit první most přes řeku Arve, hlavní přítok Rhôny jižně od Ženevy, a byl jedním z hlavních sponzorů výstavby města Carouge. De la Fléchère zemřel v roce 1790 a je pohřben v dnešním vesnickém kostele Veyrier. Oltářní mozaika svatého Mauritia byla doplněna v 19. století.
V roce 1816 byla na Vídeňském kongresu z města Ženevy, jeho poddanských území a bývalých francouzských a savojských území (včetně hrabství Veyrier a města Carouge) vytvořena Ženevská republika, která se následně připojila ke Švýcarsku jako nový kanton.
Ve dnech 20. a 21. ledna 1941 přivítala obec Veyrier na cestě domů čtyři eskadrony 7. alžírského pluku Spahi s 1039 vojáky a 742 koňmi, které patřily k 2. brigádě 45. opevněného armádního sboru francouzské armády. Vojáci byli 19. června 1940 německým wehrmachtem vytlačeni do Švýcarska a internováni tam poblíž Goumois.

## Obyvatelstvo
| Rok            | 1792    | 1834 | 1850 | 1900 | 1950 | 2000 | 2010   | 2012   | 2014   | 2017   |
| Počet obyvatel | cca 300 | 500  | 567  | 780  | 1813 | 8892 | 10 003 | 10 215 | 10 999 | 11 578 |

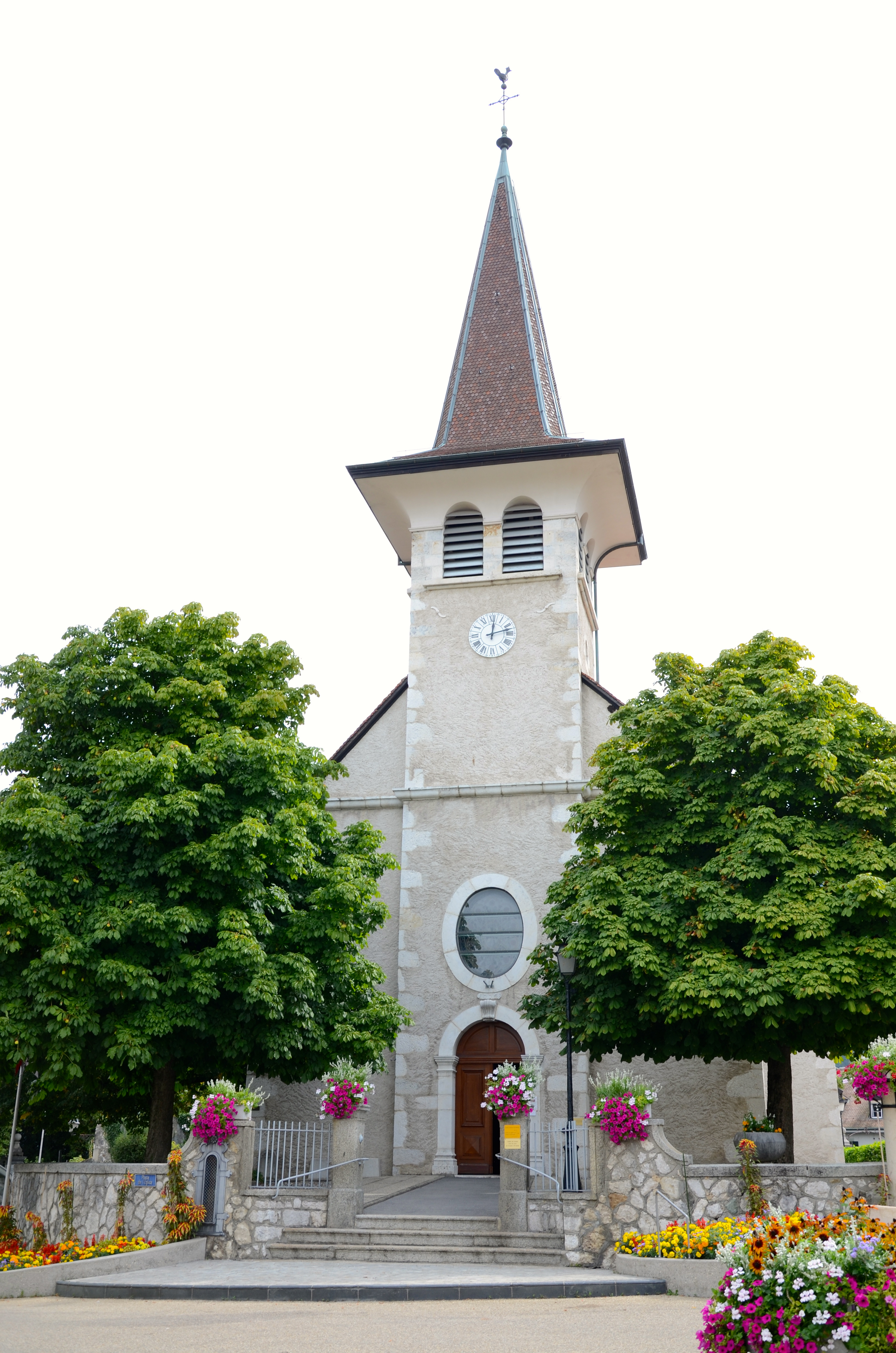
Kostel v obci

Většina obyvatel (k roku 2000) hovoří francouzsky (7271, tj. 81,8 %), druhá nejčastější je němčina (517, tj. 5,8 %) a třetí angličtina (404, tj. 4,5 %).

## Doprava
Veyrier je napojen na síť veřejné dopravy autobusovými linkami, které provozuje ženevský dopravní podnik Transports publics genevois (TPG). Železnice územím obce neprochází, nejbližší železniční stanice se nachází v Ženevě, nebo v Chêne-Bougeries.